# فوکر اس.۹
فوکر اس.۹ (انگلیسی: Fokker S.IX) یک هواپیمای ساخت فوکر است .  